# معين الدين أحمد قرشي
معين الدين أحمد قرشي يطلق عليه عادةً معين قرشي (26 يونيو 1930 - 22 نوفمبر 2016) سياسي واقتصادي باكستاني، سبق له أن شغل منصب نائب رئيس البنك الدولي، كان رئيس وزراء باكستان المؤقت في الفترة بين 18 يوليو 1993 و19 أكتوبر 1993 بعذ استقالة نواز شريف.

## تعليمه
حصل على شهادة البكالوريس والماجستير من جامعة البنجاب والدكتوارة من جامعة انديانا (Indiana University) .